# Penélope Cruz

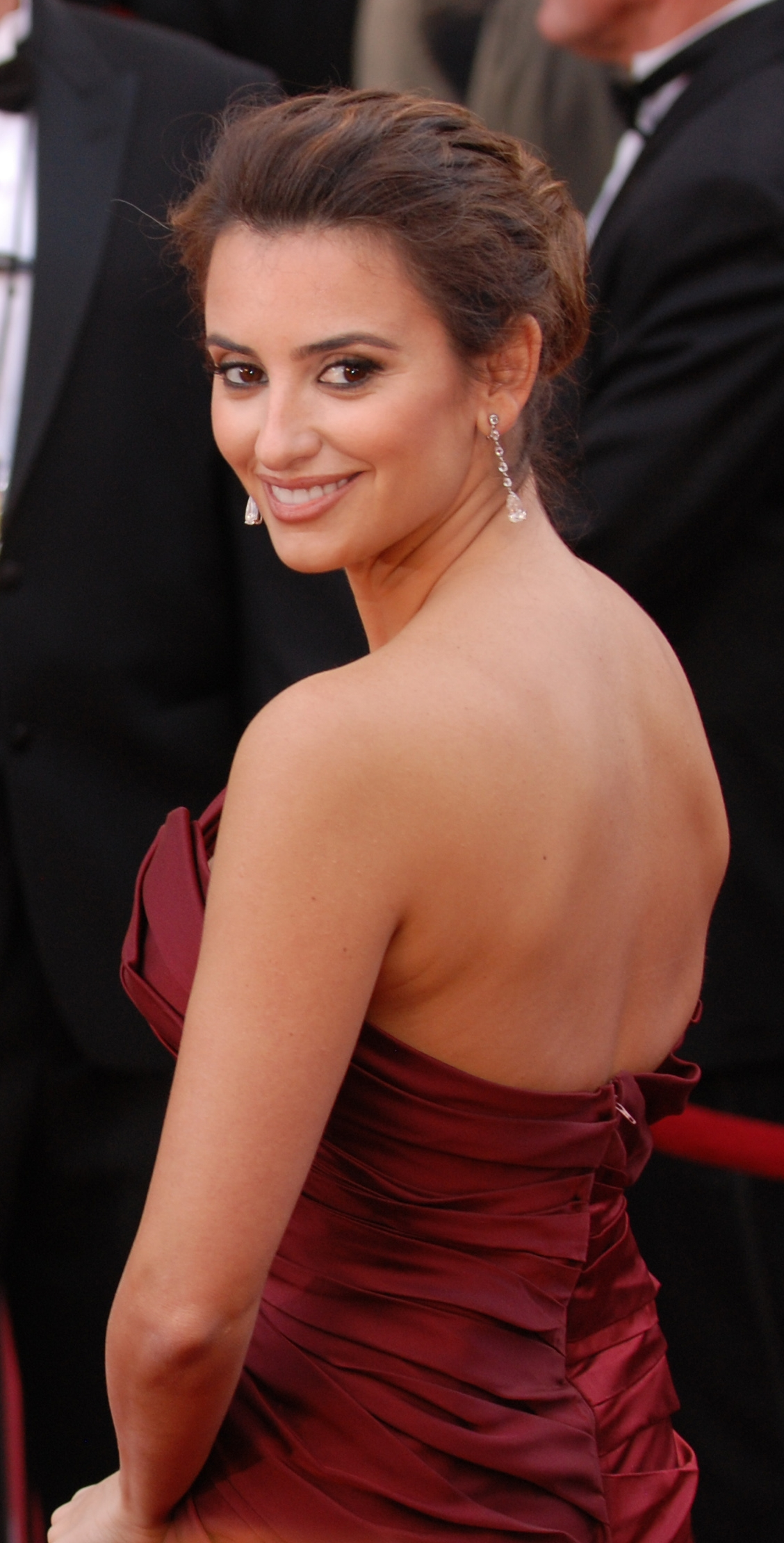
Penélope Cruz podczas 82. ceremonii wręczenia Oscarów (2010).

Penélope Cruz Sánchez (ur. 28 kwietnia 1974 w Alcobendas) − hiszpańska aktorka, początkowo tancerka, po debiucie w hiszpańskiej telewizji porzuciła taniec dla aktorstwa. Jedna z największych gwiazd kina europejskiego i amerykańskiego. Wystąpiła, odnosząc liczne sukcesy, w hiszpańsko-, francusko- oraz anglojęzycznych filmach takich jak Otwórz oczy (1997), Kraina Hi-Lo (1998), Dziewczyna marzeń (1998), Kobieta na topie (2000), Vanilla Sky (2001), Kapitan Corelli (2001), Blow (2001), Boskie jak diabli (2001), Obudzić się w Reno (2002), Gothika (2003), Czekając na cud (2004), Sahara (2005), Volver (2006), Dziewięć (2009), Piraci z Karaibów: Na nieznanych wodach (2011), Zakochani w Rzymie (2012), Adwokat (2013), Morderstwo w Orient Expressie (2017). W 2009 laureatka Oscara za rolę w filmie Woody’ego Allena Vicky Cristina Barcelona.

## Życiorys
Aktorka urodziła się w Alcobendas, na przedmieściu Madrytu, jako pierwsza z trójki dzieci Eduarda Cruza, sprzedawcy, i Encarny Sánchez, fryzjerki. Po babce ma w sobie domieszkę krwi cygańskiej. Rodzice nadali jej imię Penélope zainspirowani piosenką Joana Manuela Serrata.
Już w wieku 4 lat rozpoczęła edukację sceniczną lekcjami baletu. Przez 9 lat uczyła się tańca klasycznego w madryckim Conservatorio Nacional. Uczęszczała też na kursy tańca jazzowego. W wieku 15 lat wzięła udział wraz z 300 innymi dziewczynami w castingu organizowanym przez agencję poszukującą młodych talentów. Kontynuowała naukę tańca w Balecie Hiszpańskim (3 lata) oraz aktorstwa w Cristina Rota School (Nowy Jork; 4 lata). Ukończyła kurs tańca współczesnego. Zaczęła regularnie występować jako prezenterka w programie telewizji hiszpańskiej La Quinta Marcha przeznaczonym dla nastolatek.
Po dwóch latach przerwała naukę w szkole średniej i zrezygnowała z tańca na rzecz aktorstwa. Zadebiutowała w wideoklipie La fuerza del destino hiszpańskiej grupy popowej Mecano.
W 1991 zadebiutowała na wielkim ekranie w filmie El Laberinto Griego Rafaela Alcazara. Rok później zagrała w m.in. Szynka, szynka Bigasa Luny i Belle époque. Za rolę w drugim z filmów dostała nagrodę Goya − hiszpański odpowiednik Oscara.
W 1999 wystąpiła w filmie Pedra Almodóvara Wszystko o mojej matce. Film ten został nagrodzony Oscarem dla najlepszego filmu obcojęzycznego. Rok później zagrała razem z Mattem Damonem w filmie Rącze konie (ang. All the Pretty Horses). Na początku 2001 wystąpiła wraz z Tomem Cruise’em w filmie Vanilla Sky. Znajomość z Tomem Cruise’em na planie zapoczątkowała jej trzyletni związek z tym aktorem, który dla Cruz rozstał się z ówczesną żoną Nicole Kidman. Vanilla Sky jest hollywoodzkim remakiem filmu Otwórz oczy (hiszp. Abre los ojos). Aktorka w obu wersjach zagrała rolę Sofii.
W 2005 aktorka wystąpiła w filmie Sahara u boku Matthew McConaugheya, z którym miała trwający rok romans.
Z Salmą Hayek (aktorka przyjaźni się z nią od 2001) w 2006 zagrała w filmie SexiPistols. W tym samym roku Penélope zagrała ponownie w filmie Almodóvara − Volver. Za tę rolę otrzymała nagrodę dla najlepszej aktorki na 59. MFF w Cannes, a także nominację do Oscara w kategorii najlepsza aktorka pierwszoplanowa. W 2009 ponownie została nominowana do Oscara, lecz już jako najlepsza aktorka drugoplanowa (za rolę w filmie Vicky Cristina Barcelona w reżyserii Woody’ego Allena), nagrodę otrzymała jako pierwsza w historii Hiszpanka.
W 2009 wystąpiła w kolejnym filmie Almodóvara Przerwane objęcia. Za rolę w tym filmie Cruz otrzymała nominację do Europejskiej Nagrody Filmowej oraz do nagrody Satelity dla najlepszej aktorki w filmie dramatycznym. W tym samym roku Cruz gra również w musicalu Dziewięć u boku Daniela Day-Lewisa. Za rolę otrzymuje nominację dla najlepszej aktorki drugoplanowej, zarówno do nagrody Oscara, Satelity, Złotego Globu jak i Gildii Aktorów Filmowych.

## Życie prywatne
Na początku lipca 2010 w czasie prywatnej ceremonii na wyspach Bahama poślubiła aktora Javiera Bardema.
22 stycznia 2011 urodziło się pierwsze dziecko pary – syn Leo. 22 lipca 2013 roku w Madrycie na świat przyszło ich drugie dziecko, córka Luna.

## Filmografia

### Filmy fabularne
- 1992: Szynka, szynka (Jamón, jamón) jako Silvia
- 1992: Belle époque jako Luz
- 1993: La Ribelle jako Enza
- 1993: Per amore, solo per amo jako Mary
- 1994: Alegre ma non troppo jako Salomé
- 1994: Todo es mentira jako Lucia
- 1994: Entre rojas jako Lucia
- 1995: El efecto mariposa jako Gość na przyjęciu (niewymieniona w czołówce)
- 1996: Celestyna (La Celestina) jako Melibea
- 1996: Más que amor, frenesí
- 1996: Miłość może całkowicie zniszczyć twoje życie (El Amor perjudica seriamente la salud) jako Diana Balaguer w młodości
- 1996: Czarownice (Brujas) jako Patricia
- 1997: Drżące ciało (Carne trémula) jako Isabel
- 1997: Otwórz oczy (Abre los ojos) jako Sofía
- 1997: Zapach raju (Et Hjørne af paradis) jako Helena
- 1998: Człowiek z deszczem w butach (The Man with rain in his shoes) jako Louise
- 1998: Don Juan jako Mathurine
- 1998: Szepty aniołów (Talk of Angels) jako Pilar
- 1998: Kraina Hi-Lo (The Hi – lo country) jako Josepha O’Neil
- 1998: Dziewczyna marzeń (La Nińa de tus ojos) jako Macarena Granada
- 1999: Wszystko o mojej matce (Todo Sobre Mi Madre) jako siostra Rosa
- 1999: Kobieta na topie (Woman on Top) jako Isabella Oliveira
- 1999: Volavérunt jako Pepita Tudó
- 2000: Rącze konie (All the Pretty Horses) jako Alejandra
- 2001: Kapitan Corelli (Captain Corelli's Mandolin) jako Pelagia
- 2001: Blow jako Mirtha
- 2001: Vanilla Sky jako Sofia
- 2001: Boskie jak diabli (Sin noticias de Dios) jako Carmen Ramos
- 2002: Obudzić się w Reno (Wakin Up In Reno) jako Hiszpanka Brenda
- 2003: Fanfan Tulipan (Fanfan la tulipe) jako Adeline La Franchise
- 2003: Gothika jako Chloe Sava
- 2003: Jeźdźcy Apokalipsy (Masked and Anonymous) jako Pagan Lace
- 2004: Głowa w chmurach (Head in the Clouds) jako Mia
- 2004: Czekając na cud (Noel) jako Nina
- 2004: Namiętność (Non ti muovere) jako Italia
- 2005: Sahara jako Eva Rojas
- 2005: Chromofobia (Chromophobia) jako Gloria
- 2006: SexiPistols (Bandidas) jako María
- 2006: Volver jako Raimunda
- 2007: Dobranoc, kochanie (The Good Night) jako Anna / Melodia
- 2008: Manolete jako Antoñita „Lupe” Sino
- 2008: Elegia (Elegy) jako Consuela Castillo
- 2008: Vicky Cristina Barcelona jako María Elena
- 2009: Przerwane objęcia (Los Abrazos rotos) jako Lena
- 2009: La concejala antropófaga jako Pina
- 2009: Załoga G (G-Force) jako Juarez (głos)
- 2009: Dziewięć (Nine) jako Carla Albanese
- 2010: Seks w wielkim mieście 2 (Sex and the City 2) jako Carmen Garcia Carrion
- 2011: Piraci z Karaibów: Na nieznanych wodach (Pirates of the Caribbean: On Stranger Tides) jako Angelica Teach
- 2012: Powtórne narodziny (Venuto al mondo) jako Gemma
- 2012: Zakochani w Rzymie (To Rome with Love) jako Anna
- 2013: Przelotni kochankowie (Los amantes pasajeros) jako Jessica
- 2013: Adwokat (The Counselor) jako Laura
- 2015: Mama (Ma ma) jako Magda
- 2016: Zoolander 2 jako Valentina Valencia
- 2017: Morderstwo w Orient Expressie (Morder on the Orient Express) jako Pilar Estravados
- 2017: Kochając Pabla, nienawidząc Escobara (Loving Pablo) jako Virginia Vallejo
- 2018: Wszyscy wiedzą (Todos lo saben) jako Laura
- 2019: Wasp. Sieć szpiegów (Wasp Network) jako Olga Salanueva
- 2019: Ból i blask (Dolor y gloria) jako Jacinta Mallo
- 2021: Matki równoległe (Madres paralelas) jako Janis Martínez Moreno
- 2021: Boscy (Competencia oficial) jako Lola Cuevas
- 2022: 355 (The 355) jako Graciela Rivera
- 2022: Bezmiar (L'immensità) jako Clara Borghetti
- 2022: Na marginesach (En los márgenes) jako Azucena

### Seriale telewizyjne
- 1991: Różowa seria (Série rose) jako Daphné / Javotte / Juliette
- 1992: Umrzeć, to za mało (Framed) jako Lola Del Moreno
- 2018: American Crime Story: Zabójstwo Versace (American Crime Story: The Assassination of Gianni Versace) jako Donatella Versace

## Odznaczenia
- dama Orderu Sztuki i Literatury – Francja, 2006[8]

## Nagrody
- Puchar Volpiego dla najlepszej aktorki: 2021 Matki równoległe
- Nagroda Akademii Filmowej Najlepsza aktorka drugoplanowa: 2009 Vicky Cristina Barcelona
- Nagroda BAFTA Najlepsza aktorka drugoplanowa: 2009 Vicky Cristina Barcelona
- Nagroda Goya
  - Najlepsza aktorka drugoplanowa: 2009 Vicky Cristina Barcelona
  - Najlepsza aktorka: 2007 Volver
  - Najlepsza aktorka: 1999 Dziewczyna marzeń
- Nagroda na MFF w Cannes Najlepsza aktorka: 2006 Volver